# 遠乃おと
遠乃 おと（とおの おと、1998年8月17日 - ）は、日本の女優・モデル。ABP inc.所属。千葉県出身。

## 来歴
幼少期よりモダンダンスを始める。高校時代は劇団（2014年 - 2017年）に在籍し、音楽学校（2017年 - 2019年）でミュージカルを学ぶ。
現在は舞台、テレビ、広告を中心に活動している。
XFLAG PARK（2019年7月13日 - 14日、幕張メッセ）ではモンストのキャラクター蓬莱を演じ、高い再現度と美貌で一躍話題となった。

## 人物
- 趣味 ： インラインスケート、アコースティックギター、サッカー
- 特技 ： 1人ミュージカル、顔芸、デッサン、歌、ダンス
- 好きな物 ： ディズニープリンセス、ジンベエザメ、乳製品

## 出演

### 舞台
- 劇団ヒラガナ(幻) 第36回公演「ひとふで書きのレビー」（2014年12月26日 - 27日）主演・澤優花 役
- 劇団ヒラガナ( ) side menu「魔女のティーパーティー」（2015年5月5日）少女 役
- 劇団ヒラガナ(因) 第37回公演「おどり場のトギ」（2015年7月23日 - 26日、中落合・シアター風姿花伝）土井桃子 役
- 劇団ヒラガナ(蘇) 第38回公演「天空図書館」（2015年12月19日 - 20日）素阿部梨子 役
- 劇団ヒラガナ(焔) 第39回公演「光秀の筆」（2016年5月4日 - 8日、上野ストアハウス）チーム筆 雫秀美 役
- 劇団ヒラガナ(憧) 第40回公演「向かい風ハルモニア」（2016年12月23日 - 25日）主演・向井夏希 役
- JMAミュージカル「美女と野獣」（2019年4月18日 - 4月19日、かつしかシンフォニーヒルズ）レオ 役 [4]
- XFLAG PARK
  - 「XFLAG × 氣志團 MONST Rock ‘n’ Roll High School」（2019年7月13日 - 14日、幕張メッセ）蓬莱 役[3]
  - 「MONST HIGH SCHOOL 爆絶B組 〜究極の選択〜」（2020年10月3日 - 4日、スタジオアルタより映像配信）蓬莱 役[5]
- STRAYDOG Produce公演「心は孤独なアトム」（2021年10月6日 - 10日、シアターグリーン）Bチーム 陽子役[6]

### TVドラマ
- SUITS（2018年10月、フジテレビ）
- 小河ドラマ龍馬がくる（2018年12月、関西テレビ）
- あなたの番です（2019年7月7日、日本テレビ）第12話
- 監察医朝顔（2019年7月、フジテレビ）第2話
- ボイス110緊急指令室（2019年8月3日、日本テレビ）第4話
- やめるときも、すこやかなるときも（2020年3月2日、日本テレビ）第7話
- 連続テレビ小説 エール（2020年6月22日、NHK）第61話
- G線上のあなたと私（2020年10月、TBS）第1話
- 真犯人フラグ（2022年1月16日、日本テレビ）第12話
- しろめし修行僧（2022年6月24日、テレビ東京）最終話
- 合コンに行ったら女がいなかった話（2022年12月1日、関西テレビ）第7話
- 君が獣になる前に 第6話（2024年5月11日、テレビ東京） - ビスケットルームの女性 役[7]

### バラエティ
- 痛快TVスカッとジャパン（2018年5月、フジテレビ）再現VTR
- 行列のできる法律相談所（2018年9月、日本テレビ）再現VTR
- ジョブチューン アノ職業のヒミツぶっちゃけます!（2018年10月、TBS）
- チャンスの時間（2019年5月1日、AbemaTV）第57話
- 中居正広の金曜日のスマイルたちへ（2019年7月26日、TBS）医師が教える食事術 第4弾 再現VTR
- あいつ今何してる?（2020年3月25日、テレビ朝日）再現VTR 黒木瞳役
- 踊る!さんま御殿!!（2020年9月15日、日本テレビ）再現VTR[8]
- あいつ今何してる?（2020年11月11日、テレビ朝日）再現VTR 黒木瞳役
- 踊る!さんま御殿!!（2021年9月7日、日本テレビ）再現VTR[9]
- キスマイ超BUSAIKU！？キスマイが主演・脚本シリーズ（2022年5月26日、フジテレビ）
- 口を揃えた怖い話（2022年7月、TBS）再現VTR
- 世界一受けたい授業（2022年10月22日、日本テレビ）再現VTR

### 雑誌
- 着物屋くるり（2020年）[10]
- マイナビ学生の窓口マガジン（2020年）
- 晋遊舎家電批評（2021年8月号）
- はるやま商事フレッシャーズ （2022年）[11]
- CAPA（2022年2月号）
- 晋遊舎MONOQLO（2022年6月号）
- ホットペッパーネイル特集（2022年7月号）
- ホットペッパー東京レトロカフェ特集（2022年9月号）
- 百日草 はなよめ（2023年7月号）

### WEBCM
- ASL「ゾンビ討伐」篇（2019年）[12][13]
- ディップ「バイトルあるある劇場-女子会」篇（2020年）[14]

### WEBドラマ
- OLDROOTS 1分ホラー 第19作品目「怖い話」（2019年8月23日 - ）麻沙美役[15]
- 呪鬼会 短編ドラマ 全4話（2021年5月）影峰靜役 [16]
- アムモ98心霊〜パンデミック〜フェイズ25「ボトルメール」（2022年8月）飯塚桃江役

### MV
- 鳥山真翔「例えば、俯く君へ」（2019年11月11日）[17]
- 上坂すみれ「ネオ東京唱歌」（2020年1月4日）ボディダブル[18]
- JAZZ LETTER「All Because of You」（2021年8月27日）[19]
- TEAM SHACHI「勲章」（2023年6月28日）[20]

## SNS
- 遠乃おと 公式Twitter（@pri__oO）
- 遠乃おと 公式Instagram（@oto.tono__88）
- 遠乃おと 公式TikTok（@ototono）